# Nubra-Tal
Das Nubra-Tal ist ein Hochgebirgstal auf durchschnittlich 3000 m Meereshöhe und liegt im äußersten Norden Indiens etwa 150 km nördlich von Leh in Ladakh. Der Name soll auf das Wort Ldumra zurückzuführen sein, das „Tal der Blumen“. Das Nubra-Tal setzt sich zusammen aus dem Tal des wilden, 550 km langen Shyok bis zur indisch-pakistanischen Grenze (Line of Control) und dem Tal des aus dem Siachen-Gletscher im Karakorum gespeisten Nubra, der bei Diskit in den Shyok mündet.
Der Shyok entspringt auf der Ostseite des südlichen Karakorum und umfließt dieses zunächst in südliche, ab dem Shyok-Bogen in nordwestliche Richtung. In Pakistan mündet der Fluss in den Indus. Südwestlich des Nubra-Tals zwischen Shyok und Indus liegt die Ladakh Range. Der Karakorumpass verbindet das Nubratal am Shyok-Oberlauf mit dem östlich gelegenen zu China gehörenden Uigurischen Autonomen Gebiet Xinjiang. Er ist heute als Handelsweg nicht mehr von Bedeutung.

Skizze mit den Flüssen in der Umgebung

Die weite Tallandschaft ist häufig mit Sanddorn bewachsen. Die Bevölkerung besteht aus Ladakhern. Die meisten sind Buddhisten, eine im äußersten Westen, bevor der Shyok die Line of Control überquert, lebende baltische Minderheit besteht aus Muslimen der Shia und Sunniten.

## Tourismus
Das Tal kann ausschließlich über den Kardung-La-Pass von Leh aus erreicht werden. Eine Durchquerung des Shyoktals vom pakistanischen Industal aus ist aufgrund des indisch-pakistanischen Grenzkonflikts nicht gestattet. Interessante Punkte für Touristen sind die vielen buddhistischen Klöster (besonders die hochgelegene Diskit-Gompa). Ganz im Norden sprudeln bei Panamik heiße Quellen, an denen versucht, wird eine Bademöglichkeit zu errichten. Stromabwärts von Diskit kann auf lokal vorkommenden Kamelen über die Sanddünen am Shyok geritten werden.